# جزیره (ایالت سودان)
جزیره (عربی: ولایة الجزیرة‎)، یکی از ۱۸ ایالت سودان است. این ایالت بین نیل آبی و نیل سفید در منطقه شرق مرکزی کشور قرار دارد. جمعیت این ایالت تا سال ۲۰۱۸ برابر با ۵٬۰۹۶٬۹۲۰ نفر بوده است، و مساحت آن برابر با ۲۷٬۵۴۹ کیلومتر مربع می‌باشد.
مرکز این ایالت ود مدنی است. جزیره به عنوان ایالتی مشهور به تولید پنبه با استفاده از سیستم‌های آبیاری شناخته می‌شود، چرا که منطقه‌ای پرجمعیت و مناسب برای کشاورزی است. نام این ایالت از واژه زبان عربی برای جزیره گرفته شده است.

## تاریخ

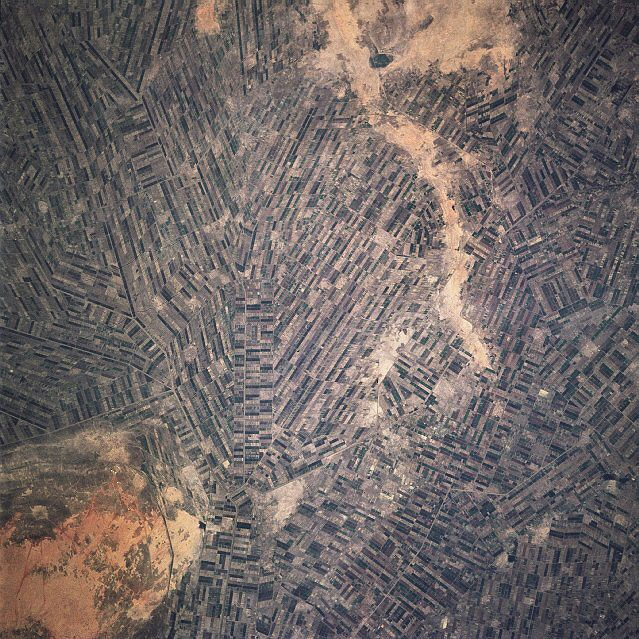
کانال‌های آبیاری طرح جزیره، از فضا

این منطقه در انتهای جنوبی نوبه قرار داشت و اطلاعات کمی از تاریخ باستانی آن در دسترس است و تنها تحقیقات باستان‌شناسی محدودی در این منطقه انجام شده است. این منطقه برای چندین قرن بخشی از قلمرو پادشاهی علوه بود و با فروپاشی این پادشاهی در اوایل قرن شانزدهم، به مرکز پادشاهی فنج تبدیل شد.
منطقه کتفیا در جزیره محل وقوع قیام ود حبوبه در آوریل ۱۹۰۸ بود. طرح جزیره برنامه‌ای بود که در سال ۱۹۲۵ برای توسعه پنبه‌کاری آغاز شد. در آن زمان، سد سنار و آبراهه‌های متعدد آبیاری ساخته شدند. الجزیره به منطقه کشاورزی اصلی سودان تبدیل شد و بیش از ۱۰٬۰۰۰ کیلومتر مربع (۲٫۵ میلیون جریب فرنگی) از زمین‌های آن زیر کشت رفت.
ایالت اداری جزیره در ۱ ژوئیه ۱۹۴۳، پس از تقسیم ایالت نیل آبی به سه بخش تأسیس شد. پروژه اولیه نیمه‌خصوصی بود اما دولت آن را در سال ۱۹۵۰ ملی کرد. تولید پنبه در دهه ۱۹۷۰ افزایش یافت اما تا دهه ۱۹۹۰ تولید گندم افزایش یافت و یک‌سوم زمین‌هایی که قبلاً پنبه در آن کشت می‌شد به گندم اختصاص یافت.
جنگ داخلی سودان (۲۰۲۳–اکنون) که در سال ۲۰۲۳ آغاز شد، بحران پناهجویان در این ایالت را به دنبال داشت و طبق تخمین‌ها تا ۱۸ دسامبر ۲۰۲۳، حدود ۲۵۰٬۰۰۰ نفر به دلیل درگیری‌های ۱۵ دسامبر ۲۰۲۳ آواره شدند.
در اکتبر ۲۰۲۴، این ایالت تحت تأثیر کشتارهای ۲۰۲۴ ایالت شرق جزیره قرار گرفت.

## نواحی و مناطق جمعیتی
مرکز جزیره ود مدنی است.
این ایالت به هشت ناحیه تقسیم شده است، به شرح زیر:
- شهرستان کاملین
- شهرستان شرق الغزه
- جنوب الجزیره
- المناقل
- شرق الجزیره
- شهرستان ام القری
- ود مدنی
- الحصاحیصا
- ۲۴ القرشی

1. ↑  "Archived copy" (PDF). Archived from the original (PDF) on 2017-03-12. Retrieved 2019-01-02.{{cite web}}:  نگهداری یادکرد:عنوان آرشیو به جای عنوان (link)
2. ↑  "Home – Al-Gezira State". Sudan Tribune. 2003–2013. Archived from the original on May 20, 2014. Retrieved March 19, 2013.
3. ↑  Hyslop, J (1952). The Sudan Story. Naldrett Press. p. The Bounteous River.
4. ↑  "At least 250000 flee fighting in Sudan's El Gezira state -IOM". Reuters. 2023-12-18. Retrieved 2024-01-08.
5. ↑  "UN official calls for more attention to Sudan's 'forgotten' war amid fresh atrocities". Arab News (به انگلیسی). 2024-10-26. Retrieved 2024-10-26.